# Hóquei em patins nos Jogos Mundiais
O Hóquei em Patins foi introduzido como uma modalidade desportiva dos Jogos Mundiais para homens nos Jogos Mundiais de 1981 em Santa Clara, Califórnia. Em 2005 foi substituído pelo Hóquei em Linha.

## Histórico

### Homens
| Jogos            | Ouro     | Prata          | Bronze    |
| ---------------- | -------- | -------------- | --------- |
| Santa Clara 1981 | Portugal | Estados Unidos | Argentina |
| Londres 1985     | Itália   | Estados Unidos | Portugal  |
| Karlsruhe 1989   | Portugal | Espanha        | Itália    |
| Haia 1993        | Portugal | Argentina      | Espanha   |
| Akita 2001       | Portugal | Brasil         | Alemanha  |

## Tabela das medalhas
| Ordem | País           | Medalha de ouro | Medalha de prata | Medalha de bronze | Total |
| ----- | -------------- | --------------- | ---------------- | ----------------- | ----- |
| 1º    | Portugal       | 4               | 0                | 1                 | 5     |
| 2º    | Itália         | 1               | 0                | 1                 | 2     |
| 3º    | Estados Unidos | 0               | 2                | 0                 | 2     |
| 4º    | Argentina      | 0               | 1                | 1                 | 2     |
| 4º    | Espanha        | 0               | 1                | 1                 | 2     |
| 6º    | Brasil         | 0               | 1                | 0                 | 1     |
| 7º    | Alemanha       | 0               | 0                | 1                 | 1     |
|       | Total          | 5               | 5                | 5                 | 15    |